# Johann Wilhelm Christern
Johann Wilhelm Christern (* 17. Mai 1809 oder 1811 in Carolinenhof bei Reinbek in Holstein; † 26. Januar 1876 in Hamburg) war ein deutscher Schriftsteller, Musiker, Musiklehrer, sowie Arzt und Geburtshelfer. Er verwendete als Schriftsteller zahlreiche Pseudonyme: Prof. Nante, Wilhelm von Reinbek, Felix Rose, Wilhelm Rose, Baron von Rosenberg, O. Vokativus.

## Leben
Christern war Sohn eines Zimmermanns und besuchte zunächst bis zum 12. Lebensjahr die Dorfschule in Schönningstedt. Er wechselte sodann bildungshungrig auf die Domschule in Ratzeburg unter Johann Georg Rußwurm (1781–1848) und Ludwig Zander, deren Wohlwollen er bis zu seinem Abgang als Primaner im Herbst 1829 sicher war. Aus einfachen Verhältnissen stammend, genoss er in seiner Ratzeburger Zeit das Schulbeneficium und erarbeitete nebenher als Werkschüler seinen Unterhalt. Da seine Eltern ihm das angestrebte Studium der Theologie nicht finanzieren konnten, schickte Rektor Rußwurm den musikalischen Christern nach Hamburg, damit er bei Karl August Krebs zwei Jahre die Komposition studiere. Von 1832 bis 1841 gab er Klavier- und Gesangsunterricht in Hamburg. 1834 begeisterte er sich für Winckelmann und verkaufte seine gesamte Habe, um nach Italien zu wandern, kam jedoch nur bis in die Schweiz. 1837 brachte ihn der Redakteur der Hamburger Neuen Zeitung William Fischer, in dessen Haus er Musikstunden gab, zum Schreiben. Christern verfasste für die Neue Zeitung kulturelle Artikel und Kritiken unter dem Pseudonym Wilhelm von Reinbek, nachdem er sich bereits 1831 unter dem Pseudonym Felix Rose poetisch versucht hatte. So gewann er unter anderem die Professoren Zimmermann und Hipp als Förderer. 1850 lebte er als Musiklehrer in Reinbek. Anfang 1851 gab er als Sänger ein Konzert in Mölln und strebte eine Tätigkeit als Opernsänger an. Danach ist sein weiterer Werdegang bislang nicht erforscht. Zeitweilig wird behauptet, er sei Arzt gewesen; er wird neben allen anderen vielfältigen Interessen wohl zumindest auch naturwissenschaftlich interessiert gewesen sein. Er übersetzte zudem ein Gedicht des Arztes Giroloma Fracastoro über die Syphilis ins Deutsche.

## Schriften (Auswahl)
- Franz Liszt: nach seinem Leben und Wirken aus authentischen Berichten. Schuberth, Hamburg [1841].
- Fr. Schlegels Lucinde. Herausgegeben u. fortgesetzt. Schuberth, Hamburg u. Leipzig 1842 (2. unveränderter Abdruck 1848).
- Geschichte der freien Stadt Hamburg und ihrer Verfassung vom Anfang derselben bis auf den heutigen Tag. Schuberth, Hamburg 1843.
- Die Geheimnisse von Hamburg. Schuberth, Hamburg 1845.
- Politisches Album für Schleswig-Holstein. G. W. Niemeyer, Hamburg 1846.
- Hamburg und die Hamburger. Portrait’s, Zustände und Skizzen aus der Gegenwart. Koffka, Leipzig 1847.
- Doctor Eisele’s und Baron von Beisele’s Landtagsreise im April 1847. Ignaz Jackowitz, Leipzig 1847 (digitale-sammlungen.de).
- Pudelnärrische Reise nach London im Jahre 1851 zur Industrieausstellung aller Nationen im Glaspalast. Ignaz Jackowitz, Leipzig 1851.
- Ein Kaufmann: hamburgisches Sittengemälde. Verlagsbureau, Hamburg / Altona 1856.
- Hamburg’s galante Damen bei Licht besehen. Wagener, Neustadt 1858 (Baron von Rosenberg, sammlungen.ub.uni-frankfurt.de).
- Die flotte Lotte : Memoiren einer Prostituierten während ihres Aufenthaltes in Hamburg, England und Amerika. Wagener, Neustadt 1862 (Baron von Rosenberg, sammlungen.ub.uni-frankfurt.de)
- Matratzen-Bälle oder: Zaubergeschichten am Goldfischteich. Verlagsbureau, Altona 1862 (sammlungen.ub.uni-frankfurt.de).
- Versuch einer pragmatischen Bildungs- und Entwicklungsgeschichte der Evangelien. Perthes, Hamburg 1868.